# Краснянский (Кумылженский район)
Краснянский — хутор в Кумылженском районе Волгоградской области России. Административный центр Краснянского сельского поселения. Население 166 чел (2010).

## История
Находясь в составе Области Войска Донского, хутор назывался Красный и входил в юрт станицы Ново-Александровской (ныне хутор Новоалександровский). 
На хуторе была Рождество-Богородицкая церковь, построенная в 1906 году на средства прихожан и добровольные пожертвования. Была она деревянная, с такой же колокольней, покрытые листовым железом. Престол в храме один — во имя Рождества Пресвятой Богородицы. Первым священником храма был Евгений Александрович Кожин. В советское время храм был уничтожен.
Особо отмежеванной земли у церкви не было. Ей также принадлежали здания деревянной караулки, двухкомнатной с чуланом, и деревянной церковно-приходской школы деревянная, обложенной кирпичом и покрытой железом, из пяти комнат (была открыта в 1904 году).
Церковь Рождества Богородицы находилась от консистории — в 360 верстах, от благочинного — в 20 верстах. В её окрестностях находились церкви: Богоявленская Новоалександровской станицы — в 10 верстах и Воскресенская церковь Усть-Медведицкой станицы — в 17 верстах.  
Хутора церковного прихода: Козлова, Почивалова, Седова, Шашкина и Чигонацкий. В хуторе Седовом имелось приходское министерское училище.

## География
Расположен в западной части региона, в лесостепи, в пределах Хопёрско-Бузулукской равнины, являющейся южным окончанием Окско-Донской низменности, по правобережью р. Медведица. К центру поселения примыкают хутора: с востока Козлов, с запада — Седов. Хутор стоит на автодороге муниципального значения.
Уличная сеть состоит из трёх географических объектов: переулки Придорожный и Тихий, а также улица Пролетарская.
Абсолютная высота 56 метров над уровнем моря.

## Население
| 2010 |
| ---- |
| 166  |

Гендерный состав
По данным Всероссийской переписи населения 2010 года в гендерной структуре населения из 166 человек мужчин — 76, женщин — 90 (45,8 и 54,2 % соответственно).
Национальный состав
Согласно результатам переписи 2002 года, в национальной структуре населения
русские составляли 89 % из общей численности населения в 207 человек.

## Инфраструктура
Личное подсобное хозяйство.